# 浅仓南
浅倉南是棒球漫畫TOUCH 鄰家女孩中登場的女主角。上杉達也、和也兄弟的青梅竹馬。動畫版配音員由日高範子擔任。

## 簡歷
- 高中棒球隊經理，後來體操隊成員、攝影師助理，去採訪達也順便旅行。
- 家裡開了一間咖啡館“南風”。

## 插曲
TOUCH中主要人物的姓氏取自戰國武将和新选组，而南在第一集里是「朝仓南」。在第二集，名字改成了「浅仓南」。第一集被收入书中时得到了纠正。

## 外部連結
- （日語）